# Алехандро Абад
Алехандро Абад (ісп. Alejandro Abad; нар. 22 вересня 1962, Сантьяго, Чилі) — іспанський співак, поет-пісняр і композитор чилійського походження.

## Життєпис
У 1994 році виграв іспанський відбір, і тому став представником Іспанії на пісенному конкурсі Євробачення. На сцені Алехандро виступив під номером 21, після австрійки Петри Фрей, перед угоркою Фредерікою Байєр. Виконав пісню «Ella no es ella» (Вона — не вона). Посів 18 місце. У 2001 році знову поїхав на Євробачення, але вже не як співак, а як продюсер тодішнього співака Давіда Цівери. Саме він написав йому пісню «Dile que la quiero» (Скажи їй, що я її кохаю).
Одружений, має двох синів, зараз проживає у Мадриді, Іспанія.